# Yumiko Fujii
Pour les articles homonymes, voir Fujii.
Yumiko Fujii (藤井由宮子, Fujii Yumiko), née le 24 avril 1972 à Gifu, au Japon, est une joueuse de softball japonaise. Durant les Jeux olympiques d'été de 2000, elle remporta la médaille d'argent avec l'équipe japonaise de softball.